# Eddy Terrace
Eddy Terrace (Molenbeek-Saint-Jean, 1935 – aprile 2013) è stato un cestista belga.

## Carriera
Con il Belgio ha partecipato ai Campionati europei del 1957, di cui è stato il miglior realizzatore. Ha segnato 63 punti nella partita contro l'Albania, record dei Campionati europei.